# Takasi Yamazaki
Takasi Yamazaki (japanska: 山崎敬?, Yamazaki Takashi), född 6 januari 1921, död 2 februari 2007, var en japansk botaniker.
Auktorsnamnet T.Yamaz. kan användas för Takasi Yamazaki i samband med ett vetenskapligt namn inom botaniken; se Wikipediaartiklar som länkar till auktorsnamnet.